# Riana Nainggolan
Riana Nainggolan, nacida el 4 de mayo de 1988 en Amberes, es una futbolista belga que juega en la delantera del equipo femenino del AS Roma. Es la hermana gemela del futbolista Radja Nainggolan.

## Biografía
Debuta en el K Kontich FC donde juega hasta 2011. Después es traspasada al Beerschot AC Dames. Juega dos temporadas en ese club de Amberes hasta que desaparece el club.
Después ficha por el Royal Anvers FC Ladies, donde juega una temporada en la BeNe Ligue. En 2014, se marcha a Italia, al AS Roma.
Ha jugado un partido con la selección de Bélgica en 2015 en el Torneo de Chipre.